# Tempelj Padmanabhasvami
Tempelj Šri Padmanabhasvami je hindujski tempelj, posvečen Maha Višnuju, v Thiruvananthapuramu, glavnem mestu zvezne države Kerala v Indiji. Na splošno velja za najbogatejši hindujski tempelj na svetu. Ime mesta 'Thiruvananthapuram' v malajalamščini in tamilščini pomeni mesto Ananta (Ananta je oblika Višnuja). Tempelj je zgrajen v zapleteni fuziji keralskega sloga in dravidskega sloga arhitekture z visokimi zidovi in gopuro iz 16. stoletja. Medtem ko po nekaterih tradicijah tempelj Ananthapura v Kumbli v okrožju Kasaragod v Kerali velja za izvirni duhovni sedež božanstva (Molasthanam), je arhitekturno do neke mere tempelj replika templja Adikesava Perumal v Thiruvatarju v Kanjakumariju okrožje v Tamil Nadu.
Glavno božanstvo je Padmanabhasvami (Višnu), ki je zapisan v drži Anantha Šajana, večnem jogijskem spanju na neskončni kači Adi Šeša. Padmanabhasvami je skrbniško božanstvo kraljeve družine Travancore. Titularni maharadža Travancoreja, Moolam Thirunal Rama Varma, je trenutni skrbnik templja.

## Zgodovina
Več ohranjenih hindujskih besedil, vključno Višnu Purana, Brahma Purana, Matsja Purana, Varaha Purana, Skanda Purana, Padma Purana, Vayu Purana in Bhagavata Purana, omenja Padmanabhasvami tempelj. Tempelj je bil večkrat omenjen v (samo zabeleženi) literaturi obdobja Sangam. Mnogi konvencionalni zgodovinarji in učenjaki so mnenja, da je bilo eno od imen, ki jih je imel tempelj, Zlati tempelj, v zavedanju, da je bil tempelj v tistem trenutku že nepredstavljivo bogat (zgodnje obdobje Sangam). Številni ohranjeni deli tamilske literature in poezije Sangam ter kasnejša dela tamilskih pesnikov–svetnikov iz 9. stoletja, kot je Namalvar, omenjajo tempelj in mesto, da imata zidove iz čistega zlata. Tako tempelj kot celotno mesto sta pogosto opevana kot iz zlata, tempelj pa kot nebesa.
Tempelj je eden od 108 glavnih Divja Desam ('Svetih bivališč') v vaišnavizmu glede na obstoječe tamilske himne iz 7. in 8. stoletja n. št. in je poveličan v Divja Prabandhi. Divja Prabandha poveličuje to svetišče kot eno od 13 Divja Desam v Malai Naduju (kar ustreza današnji Kerali z okrožjem Kanjakumari). Tamilski pesnik Alvar Nammalvar iz 8. stoletja je opeval slavo Padmanabhe.
Menijo, da je Parašurama očistil in častil idola Sree Padmanabhasvamija v Dvapara Jugi. Parašurama je Kšethra karjam ('upravljanje templja') zaupal sedmim družinam Poti – Koopakara Poti, Vančijor Athijara Poti, Kolur Athijara Poti, Mutavila Poti, Karuva Poti, Nejthaseri Poti in Srekarjathu Poti. Kralju Adithja Vikrami iz Vančija (Venada) je Parasurama naročil, naj naredi Paripalanam (Zaščita) templja. Parašurama je dal Tantram templja Tharananalurju Nambothiripadu. Ta legenda je podrobno opisana v Kerala Mahathmjam, ki je del Brahmanda Puranam.
Druga različica v zvezi s posvetitvijo glavnega idola templja se nanaša na legendarnega modreca Vilvamangalathu Svamijarja. Svamijar, ki je prebival blizu templja Ananthapuram v okrožju Kasaragod, je molil k Višnuju za svoj daršan ali 'ugoden pogled'. Verjame se, da je božanstvo prišlo v podobi majhnega dečka, ki je bil nagajiv. Fant je oskrunil idola, ki je bil shranjen za pudžo. Modrec se je ob tem razjezil in odgnal fanta, ki je izginil pred njim. Ko je modrec ugotovil, da deček ni navaden smrtnik, je jokal za odpuščanje in prosil za še en daršan kot znak. Slišal je glas, ki je rekel: »Če me želiš videti, pridi v Anathavano (neskončni gozd ali Ananthakadu)«. Po dolgem iskanju, ko je hodil po bregovih Lakadivskega morja, je slišal gospo iz Pulaje, ki je svojega otroka opozarjala, da bi ga vrgla v Ananthankadu. V trenutku, ko je Svami slišal besedo Ananthankadu, je bil navdušen. Nadaljeval je do Ananthankaduja na podlagi navodil gospe, ki jo je vprašal. Modrec je prišel do Ananthankaduja in iskal dečka. Tam je videl dečka, kako se združuje v drevo iluppa (indijsko masleno drevo). Drevo je padlo in postalo Anantha Sayana Moorti (Višnu, ki leži na nebesni kači Ananthi). Toda zgradba, ki jo je domnevalo božanstvo, je bila izredno velika, z njegovo glavo v Thiruvattarju blizu Thuckalaja, Tamil Nadu, telo ali udal v Thiruvananthapuramu in lotosova stopala v Thrippadapuramu blizu Kulathorja in tehnoparka (Thripapur), zaradi česar je dolg približno osem milj. Modrec je prosil božanstvo, naj se skrči na manjši delež, ki bi bil trikrat daljši od njega osebno. Takoj se je božanstvo skrčilo v obliko idola, ki ga trenutno vidimo v templju. Toda tudi takrat so številna drevesa iluppa ovirala popoln pogled na božanstvo. Modrec je videl božanstvo v treh delih - thirumukham, thiruvudal in thrippadam. Svami je molil k Padmanabhi, naj mu bo odpuščeno. Perumalu je ponudil rižev kandži in upumango (slane koščke manga) v kokosovi lupini, ki ju je dobil od ženske iz Pulaje. Mesto, kjer je modrec dobil darsan božanstva, je pripadalo Kopakkari Potiju in Karuvi Potiju. S pomočjo vladajočega kralja in nekaterih brahmanskih družin je bil zgrajen tempelj. Tempelj Ananthankadu Nagaraja še vedno obstaja severozahodno od templja Padmanabhasvami. Samadhi (zadnje počivališče) svamijarja je zahodno od templja Padmanabhasvami. Nad samadhijem je bil zgrajen tempelj Krišne. Ta tempelj, znan kot Vilvamangalam Sri Krišna Svami tempelj, pripada Thrisurju Naduvilu Madhomu.
Mukilan, muslimanski ropar, je leta 1680 napadel velike kose Venade. Uničil je tempelj Budhapuram Bhaktadasa Perumal v lasti Nejthaseri Potija. Mukilan je načrtoval oropanje obokov templja Sree Padmanabhasvami in njegovo uničenje. Toda od tega so ga odvrnili lokalni muslimani, zvesti kraljevi Venadi. Padmanabhan Thampi, veliki tekmec Anizhom Thirunal Marthanda Varma, je s svojimi silami odkorakal v Thiruvananthapuram in poskušal izpleniti oboke templja. Thampi je ostal v Sri Varahamu in poslal svoje plačance v tempelj Sree Padmanabhasvami. Rečeno je, da so se božanske kače materializirale v stotinah in prestrašile Thampijeve može. Opogumljeni s tem nebeškim posredovanjem so se Paličal Pilai in lokalni prebivalci zoperstavili Padmanabhanu Thampiju in zagotovili, da plačanci niso nadaljevali z nesrečo.

## Kraljeva družina Travancore
V prvi polovici 18. stoletja je Anizham Thirunal Marthanda Varma v skladu z matrilinearnimi običaji pri 23 letih nasledil svojega strica Rama Varmo kot kralj. Uspešno je zatrl 700-letni nadzor Etuvetil Pilamar (Nair plemiči iz osmih vladajočih hiš) in njegovih bratrancev po odkritju zarot, v katere so bili vpleteni lordi proti kraljevi hiši Travancore (Obstajajo različne legende in spori o teh večinoma apokrifnih zgodbah, a na splošno je prevzel nadzor in centraliziral vladavino). Zadnja večja prenova templja Padmanabhasvami se je začela takoj po pristopu Anizhama Thirunala na prestol in idol je bil ponovno posvečen leta 906 ME (1731 n. št.). 17. januarja 1750 je Anizham Thirunal predal kraljestvo Travancore Padmanabhasvamiju, glavnemu božanstvu v templju in obljubil, da bodo on in njegovi potomci vazali ali zastopniki božanstva, ki bodo služili kraljestvu kot Padmanabha Dasa. Od takrat je bil pred imenom vsakega travankorskega kralja naslov 'Sree Padmanabha Dasa'; ženske članice kraljeve družine so se imenovale 'Sree Padmanabha Sevinis', kar pomeni služabnica Padmanabhasvamija. Kraljeva donacija Padmanabhasvamiju je bila znana kot Thrippadi-danam. Zadnje želje Anizhama Thirunala ob njegovi smrti v starosti 53 let so jasno začrtale zgodovinski odnos med maharadžo in templjem: »Da se ne sme narediti nikakršnega odstopanja v zvezi s predanostjo kraljestva Padmanabhasvamiju in da vse prihodnje ozemeljske pridobitve je treba predati Devaswom«.

## Struktura templja

### Glavno svetišče
V garbhagrihi Padmanabha leži na kači Ananthi ali Adi Šeši. Kača ima pet kapic, obrnjenih navznoter, kar pomeni premišljevanje. Desna roka božanstva je položena na Šiva lingam. Sridevi-Lakšmi, boginja blaginje in Bhudevi, boginja zemlje, dve Višnujevi ženi sta ob njem. Brahma se pojavi na lotosu, ki izhaja iz popka božanstva. Božanstvo je narejeno iz 12.008 saligramov. Ti saligrami so z bregov reke Gandaki v Nepalu in v spomin na to so v templju Pašupatinat izvajali določene obrede. Božanstvo Padmanabhe je prekrito s Katusarkara jogo, posebno ajurvedsko mešanico, ki je narejena iz 108 naravnih materialov, zbranih iz vse Indije in tvori plašču podobno zaščito, ki ohranja božanstvo čisto. Vsakodnevno čaščenje poteka s cvetjem, za abhišekam pa se uporabljajo posebna božanstva.
Ploščad pred vimano in tam, kjer počiva božanstvo, so izklesane iz enega samega masivnega kamna in se zato imenujejo Otakal-mandapam. Po naročilu Marthande Varme (1706–58) je bil Otakal-mandapam izrezan iz skale v Thirumali, približno 6,4 km severno od templja. Meril je 1,9 m² na površini in 76 cm v debelino in je bil postavljen pred božanstvo v mesecu Edavom 906 M.E. (1731 n. št.). Istočasno je Marthanda Varma v tempelj prinesel tudi 12.000 šaligramov, anikoničnih upodobitev Višnuja, iz reke Gandaki, severno od Benaresa (zdaj znanega kot Varanasi). Te so uporabili pri ponovni posvetitvi Padmanabhe.
Za izvedbo daršana in pudže se je treba povzpeti do mandapama. Božanstvo je vidno skozi tri vrata – skozi prva vrata se vidi podoba ležečega Padmanabhe in Šiva Lingam pod njegovo roko; Sridevi in Bhrigu Muni v Katusarkari, Brahma sedi na lotosu, ki izvira iz popka božanstva, od tod tudi ime Padmanabha, zlati abhišeka morthiji Padmanabhe, Sridevija in Bhudevija ter srebrni utsava moorthi Padmanabhe skozi druga vrata; stopala božanstva, Bhudevi in Markandeya Muni v Katusarkari pa skozi tretja vrata. V svetišču so tudi idoli dveh boginj, ki držita čamaram, Garuda, Narada, Tumburu, božanske oblike šestih orožij Višnuja, Surje, Čandre, Saptaršija, Madhuja in Kaitabhe. Na Otakal Mandapam se lahko klanja le kralj Travancoreja. Tradicionalno velja, da je vsakdo, ki se klanja na mandapamu, vse, kar ima, predal božanstvu. Ker je vladar to že storil, mu je dovoljeno klanjati se na ta mandapam.

### Druga svetišča
Znotraj templja sta še dve pomembni svetišči, Thekedom in Thiruvambadi, za božanstva, Ugra Narasimha oziroma Krišna Svami.
Stoletja nazaj je več družin Vrišnih Kšatrijev potovalo na jug in s seboj nosilo idole Balarame in Krišne. Ko so dosegli posvečeno deželo Sree Padmanabha, so idola Balarame, znanega tudi kot Bhaktadasa, dali Nejthaseri Potiju. Nejthasseri Poti je zgradil tempelj v Budhapuramu v današnjem okrožju Kanjakumari in tam dal postaviti tega idola. Vrišniji so podarili idola Krišne maharadži Udaji Marthandi Varmi iz Venada. Maharadža je zgradil ločeno svetišče, znano kot Thiruvambadi, v prostorih templja Padmanabhasvami za tega idola. Svetišče Thiruvambadi uživa neodvisen status. Thiruvambadi ima svoj namaskara mandapam, balijske kamne in jambor za zastavo. Božanstvo Thiruvambadija je Parthasarathi, božanski vozar Ardžune, ki je bojevnik princ in eden glavnih protagonistov, ki se pojavljajo v zgodbi Mahabharate. Granitni idol z dvema rokama, z eno roko drži bič, z drugo pa počiva na levem stegnu, ki mu približuje školjko, je v stoječem položaju. Na dneve Ekadaši je božanstvo oblečeno in okrašeno kot Mohini. Vrišniji, ki so prišli v Venad in se tam naselili, so znani kot Krišnan Vakakar, saj pripadajo rodu Krišne.
Obstajajo tudi svetišča za Ramo, ki ga spremljajo njegova soproga Sita, brata Lakšmana in Hanuman, Višvaksena (Nirmaljadhari Višnuja in Odstranjevalec ovir), Vjasa in Ašvathama Čirandživiji, Ganapati, Sasta in Kšetrapala (ki varuje tempelj). Velika idola Garuda in Hanuman stojita s prekrižanimi rokami na območju Valija balikal. Thevara idoli Čithira Thirunal Balarama Varma in Uthradom Thirunal Marthanda Varma so nameščeni v jugovzhodnem delu templja.

### Gopura
Temelj sedanje gopure je bil postavljen leta 1566. Tempelj ima 30 m visoko, 7-nadstropni gopuro, zgrajeno v panddžanskem slogu. Tempelj stoji ob rezervoarju, imenovanem Padma Thertham (kar pomeni 'lotosov izvir'). Tempelj ima hodnik s 365 in eno četrtino izklesanimi stebri iz granita in kamna z dovršenimi rezbarijami, ki izstopajo kot najboljša pričevanja za Višvakarma sthapatija pri kiparjenju te arhitekturne mojstrovine. Ta hodnik se razteza z vzhodne strani v sanctum sanctorum. 24 m zastava se dviga pred glavnim vhodom iz prakarama (zaprtega območja templja). Pritličje pod gopuro (glavni vhod na vzhodni strani) je znano kot Nataka Sala, kjer je bila znana tempeljska umetnost Kathakali uprizorjena ponoči med desetdnevnim uthsavam (festivalom), ki poteka dvakrat letno v času malajalama. meseca Menam in Thulam.

## Ohranjeni tempeljski zapisi
Pomemben dogodek v dolgi zgodovini templja je bila izgradnja granta-pura (sobe za zapise) v samem templju okoli leta 1425, ki jo je zgradil tedanji kralj Venad Veera Iravi Iravi Varma, da bi shranil Mathilakam (znotraj obzidja), kot so bili takrat znani tempeljski zapisi. Večji del teh zapisov (več kot 3000 caddžanskih listnih zapisov) iz Mathikalama je bil kasneje  leta 1867 podarjen arhivskemu oddelku, v času ustanovitve slednjega. Vsak od teh Caddžanskih listnih zapisov, ki so bili sestavljeni več tisoč let, vsebuje po R. Nagaswamyju, znanem arheologu in zgodovinarju, 10.000 dokumentov, kar skupaj znaša več kot 30 milijonov zapisov. Kljub njihovi kulturni vrednosti je bil dešifriran le majhen del teh grantov (svežnjev) zapisov na listih, napisanih večinoma v starodavnih pisavah prototamilščine in arhaične malajalamščine. Prevodi tega dela rokopisov nekaterih učenjakov služijo kot redek, čeprav zelo neustrezen primarni vir gradiva o templju in njegovih bogatih tradicijah.
Preostali del teh dokumentov Mathilakam – ločenih pod 70 'glavami' – še vedno leži pri arhivskem oddelku. Kot pravi Aswathi Thirunal Gouri Lakshmi Bayi, član kraljeve družine Travancore in avtor knjige o templju, je tempelj že od zelo zgodnjega obdobja zapisane zgodovine zaposloval dve vrsti 'piscev zapisov'. Ena skupina naj bi zabeležila postopke in transakcije Etarajogam, sveta upraviteljev templjev, ki je vključeval takratnega kralja. Drugi je bil pisanje in ohranjanje zapisov o vsakodnevnem delovanju templja, vzdrževanje pravilnih računov tempeljske zakladnice ter tempeljskih zbirk prihodkov in tempeljskih izdatkov ter beleženje vseh drugi zapisi, povezani z delovanjem templja.